# Rhabdomastix ioogoon
Rhabdomastix ioogoon là một loài ruồi trong họ Limoniidae. Chúng phân bố ở miền Tân bắc.